# Friedrich von Normann-Ehrenfels
Karl Friedrich Franz Graf von Normann-Ehrenfels (* 23. Mai 1787 in Stuttgart; † 31. Oktober 1834 Ebenda) war ein württembergischer Kammerherr.

## Leben
Friedrich von Normann-Ehrenfels entstammte dem alten Rittergeschlecht von Normann von der Insel Rügen. Er war der Sohn des Württembergischen Innenministers Philipp Christian von Normann-Ehrenfels, seine Mutter hieß Franziska von Harling (1766–1819).
Er war Königlich Württembergischer Hof- und Finanzrat und Kammerherr.
Er heiratete Sophie Friederike von Plessen, die Ehe wurde aber geschieden. Das Paar hatte einen Sohn:
- Julius Friedrich Karl Hans (* 18. Oktober 1813; † 31. März 1896), mecklenburger Oberstleutnant a. D. ⚭ 1837 Adelheid von Langen (* 1871; † Mai 1890)

In zweiter Ehe heiratete er Wilhelmine von Moltke (* 27. Juni 1795; † 30. August 1846). Das Paar hatte einen Sohn:
- Karl (* 20. September 1824), Hauptmann

## Politik
Friedrich vertrat in den Ständeversammlungen 1815 bis 1817 seinen Vater und nahm an seiner Stelle an den Sitzungen des Landtags teil.